# Temporada 1999-2000 del Club Joventut Badalona
La temporada 1999-2000 va ser la 61a temporada en actiu del Club Joventut Badalona des que va començar a competir de manera oficial. La Penya va disputar la seva 44a temporada a la màxima categoria del bàsquet espanyol. Va acabar la fase regular en l'onzena posició, lluny de classificar-se per disputar els play-offs pel títol, en una posició similar a l'aconseguida a la temporada anterior. Tampoc no disputa la Copa. Aquesta és la darrera temporada amb la denominació Pinturas Bruguer Badalona.

## Resultats
Lliga ACB
A la Lliga ACB finalitza la fase regular en l'onzena posició de 18 equips participants, sense aconseguir classificar-se per disputar els play-offs pel títol. En 34 partits disputats de la fase regular va obtenir un bagatge de 16 victòries i 18 derrotes, amb 2.640 punts a favor i 2.650 en contra (-10).
Lliga Catalana
La Lliga Catalana 1999 es va celebrar a Granollers. La Penya va eliminar el Barça 69 a 71 a les semifinals, però no va aconseguir el títol en perdre el partit definitiu amb el TDK Manresa per 81 a 65.

## Plantilla
La plantilla del Joventut aquesta temporada va ser la següent:
| Club Joventut Badalona: plantilla 1999-00 |                           |            |      |
| #                                         | Jugador                   | Pos.       | A.   |
| 4                                         | Álex Mumbrú               | Aler       | 2.02 |
| 5                                         | Rafa Jofresa              | Base       | 1.83 |
| 6                                         | Crawford Palmer           | Pivot      | 2.04 |
| 9                                         | Askia Jones               | Escorta    | 1.95 |
| 10                                        | James Collins             | Escorta    | 1.94 |
| 11                                        | Quique Andreu             | Pivot      | 2.07 |
| 12                                        | Nacho Biota               | Aler       | 2.02 |
| 13                                        | Ferran Martínez i Garriga | Pivot      | 2.12 |
| 14                                        | Raül López                | Base       | 1.82 |
| 15                                        | Fran Murcia               | Aler pivot | 2.03 |

| Club Joventut Badalona: staff 1999-00 |                      |
| Nom                                   | Funció               |
| Josep Maria Izquierdo                 | Entrenador           |
| Xavier Zaragoza                       | Entrenador assistent |

| Jugadors del planter amb minuts al 1r equip |                 |         |      |              |
| #                                           | Jugador         | Pos.    | A.   | Participació |
| 16                                          | Souley Drame    | Aler    | 2.02 | 2 partits    |
| 99                                          | Sergi Vidal     | Escorta | 1.99 | 1 partit     |
| 99                                          | Albert Miralles | Pivot   | 2.08 | 7 partits    |
| 99                                          | Jordi Jiménez   | Base    | 1.83 | 4 partits    |

### Baixes
| Baixes a l'inici de temporada |         |
| Jugador                       | Pos.    |
| Dani Garcia                   | Pivot   |
| Darryl Middleton              | Pivot   |
| Iván Corrales                 | Espanya |
| Aaron Swinson                 | Aler    |
| Roger Grimau                  | Base    |
| Nikola Loncar                 | Escorta |

| Baixes durant la temporada |            |
| Jugador                    | Pos.       |
| Jordi Pardo                | Aler       |
| Serguei Babkov             | Escorta    |
| Byron Houston              | Aler pivot |
| Alfred Julbe               | Entrenador |